# 表千家
表千家（おもてせんけ）是茶道流派之一。繼承流祖千利休家督的千家流茶道之本家，宗家位在京都市上京區小川通寺之內通上。
象徵表千家的茶室不審菴（ふしんあん）由財團法人不審菴管理。現在的家元是千利休以來14代的而妙齋（じみょうさい）千宗左（せんそうさ）家元。歷代家元作為紀州藩主紀州德川家（御三家）的茶頭，擁有傲人的家世，和三井家也有淵源。

## 許狀
「許狀」是學習的書面許可，和含有實力認定的「免狀」「免許」「段位」等不同。
| 許狀                         | 概要 | 資格 |
| ---------------------------- | ---- | ---- |
| 入門（にゅうもん）           |      |      |
| 習事（ならいごと）           |      |      |
| 飾物（かざりもの）           |      |      |
| 茶通箱（さつうばこ）         |      |      |
| 唐物（からもの）             | 講師 |      |
| 台天目（だいてんもく）       |      |      |
| 盆點（ぼんてん）             | 教授 |      |
| 亂飾（みだれかざり）         |      |      |
| 真台子（しんだいす、しんのだいす） |      |      |

## 歷代家元
千利休過世後，繼承傍系少庵（後妻之子）之後的宗旦在京都構築宅邸，讓三男・宗左繼承千家家督，成為本家的表千家，次男宗守・四男宗室自立為武者小路千家・裏千家，此為三千家之始。各家以利休為初代家元。表千家的傳統是家元承襲四代江岑之諱「宗左」，家元後嗣（若宗匠）稱作「宗員」，隱居後承襲元伯之諱「宗旦」。
| 代   | 道號法諱 | 齋號   | 生没年                 | 備考                                    |
| ---- | -------- | ------ | ---------------------- | --------------------------------------- |
| 初   | 利休宗易 | 抛筌齋 | 1522年- 1591年2月28日  |                                         |
| 二   | 少庵宗淳 |        | 1546年- 1614年10月10日 | 利休之後妻宗恩之子、女婿                |
| 三   | 元伯宗旦 | 咄々齋 | 1578年- 1658年12月19日 |                                         |
| 四   | 江岑宗佐 | 逢源齋 | 1613年- 1672年10月27日 |                                         |
| 五   | 良休宗左 | 隨流齋 | 1650年- 1691年7月19日  | 久田宗全之弟 襲名以前稱作宗巴           |
| 六   | 原叟宗左 | 覺々齋 | 1678年- 1730年6月25日  | 久田宗全之子 襲名以前稱作宗員           |
| 七   | 天然宗左 | 如心齋 | 1705年- 1751年8月13日  | 襲名以前稱作宗員                        |
| 八   | 件翁宗左 | 啐啄齋 | 1744年- 1808年10月6日  | 襲名以前稱作宗員 隱居後稱作宗旦         |
| 九   | 曠叔宗左 | 了々齋 | 1775年- 1825年8月7日   | 久田宗溪之子                            |
| 十   | 祥翁宗左 | 吸江齋 | 1818年- 1860年6月6日   | 久田宗也之子、了々齋之甥 隱居後稱作宗旦 |
| 十一 | 瑞翁宗左 | 碌々齋 | 1837年- 1910年1月7日   | 襲名以前稱作宗員 隱居後稱作宗旦         |
| 十二 | 敬翁宗左 | 惺齋   | 1863年- 1937年7月18日  |                                         |
| 十三 | 無盡宗左 | 即中齋 | 1901年- 1979年8月29日  |                                         |
| 十四 | 宗旦     | 而妙齋 | 1938年-                | 襲名以前稱作宗員 隱居後稱作宗旦         |
| 十五 | 宗左     | 猶有齋 | 1970年-                | 襲名以前稱作宗員 當代                   |

## 外部連結
- 表千家不審菴 （页面存档备份，存于）